# Clio Baran
Clio Baran est une actrice française née le 17 septembre 1985 à Paris.

## Filmographie

### Cinéma
- 2007 :  Molière de Laurent Tirard : une actrice de la troupe
- 2012 : 10 jours en or de Nicolas Brossette : l'infirmière

### Télévision
- 2003 : Lagardère de Henri Helman : Aurore de Nevers, adulte
- 2004 : Le Miroir de l'eau, série tv : Elena Aubry
- 2009 : Pigalle, la nuit, série de Marc Herpoux et Hervé Hadmar - 5 épisodes #1.4 à #1.8 : Héléna
- 2011 : Signature, série d'Hervé Hadmar et de Marc Herpoux : Lydia
- 2013 : Palmashow : Quand ils écrivent une comédie romantique avec Grégoire Ludig et David Marsais : la fille de la comédie